# Эрих I (герцог Брауншвейг-Каленберга)
Эрих I Старший (нем. Erich I. der Ältere; 16 февраля 1470, Нойштадт-ам-Рюбенберге, Нижняя Саксония — 30 июля 1540, Агно) — герцог Брауншвейг-Люнебурга с 1491 года и первый правящий князь Каленберга.

## Жизнь
Эрих I родился 16 февраля 1470 года в Нойштадт-ам-Рюбенберге в замке Ровенбург. Он был основателем Каленбергской линии доме Брауншвейг-Люнебурга. Его отец, Вильгельм IV, умер в 1503 году. За восемь лет до этого, в 1495 году, он успел разделить свои земли между сыновьями Генрихом и Эрихом. Эриху досталось княжества Каленберг и Гёттинген, а его старший брат Генрих получил княжество Брауншвейг-Вольфенбюттель. Ещё будучи мальчиком, Эрих совершил паломничество в Иерусалим и попутешествовал по Италии, прежде чем поступить на службу к императору Максимилиану I.

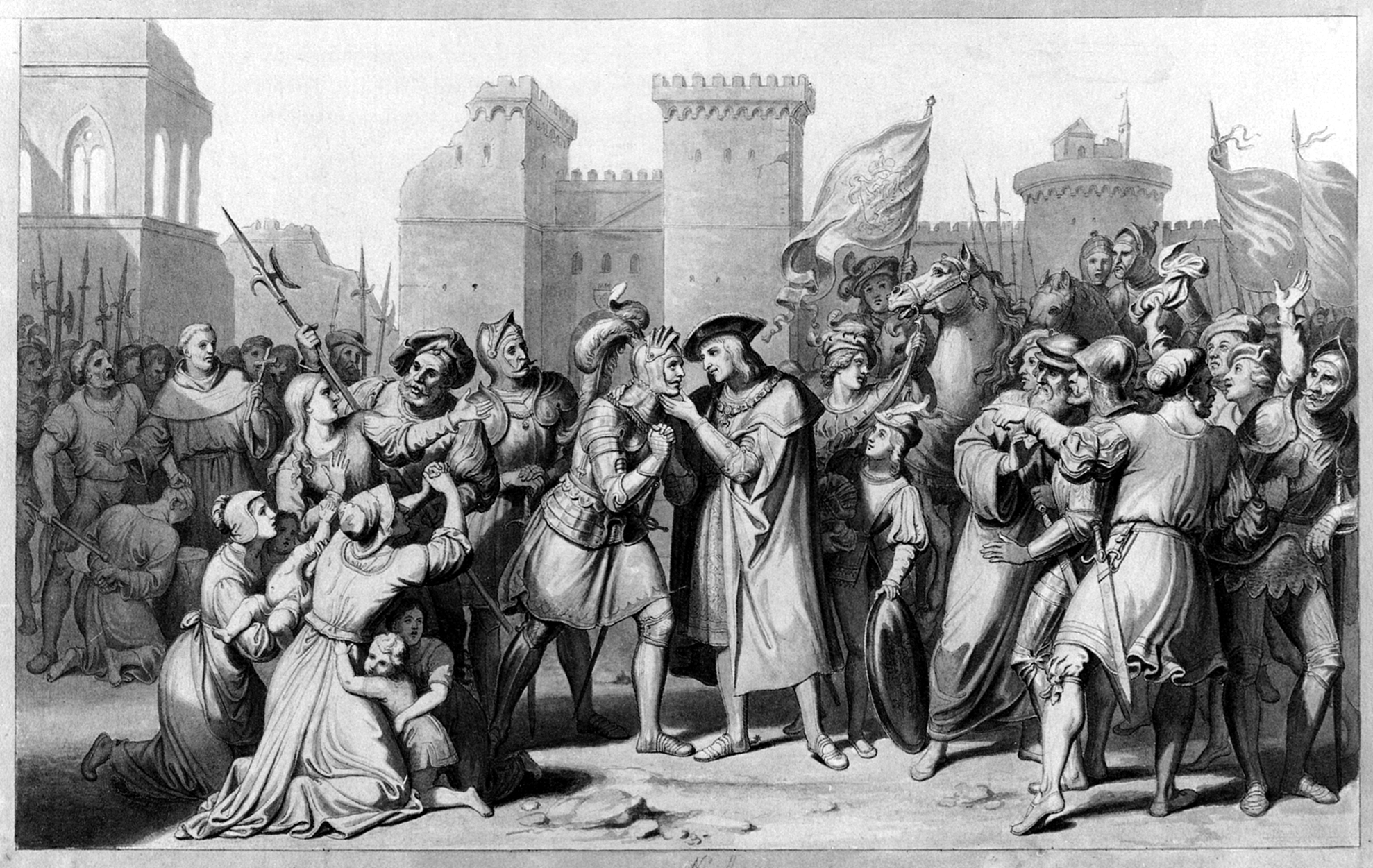
Герцог Эрик Старший Каленбергский получает от императора Максимилиана перед крепостью Куфштайн в Тироле символическую пощёчину, поскольку он осмелился попросить императора пощадить побеждённых. Поскольку герцог Эрих спас императора в 1504 году в битве при Регенсбурге, император исполнил желание своего крестника и помиловал жителей замка.

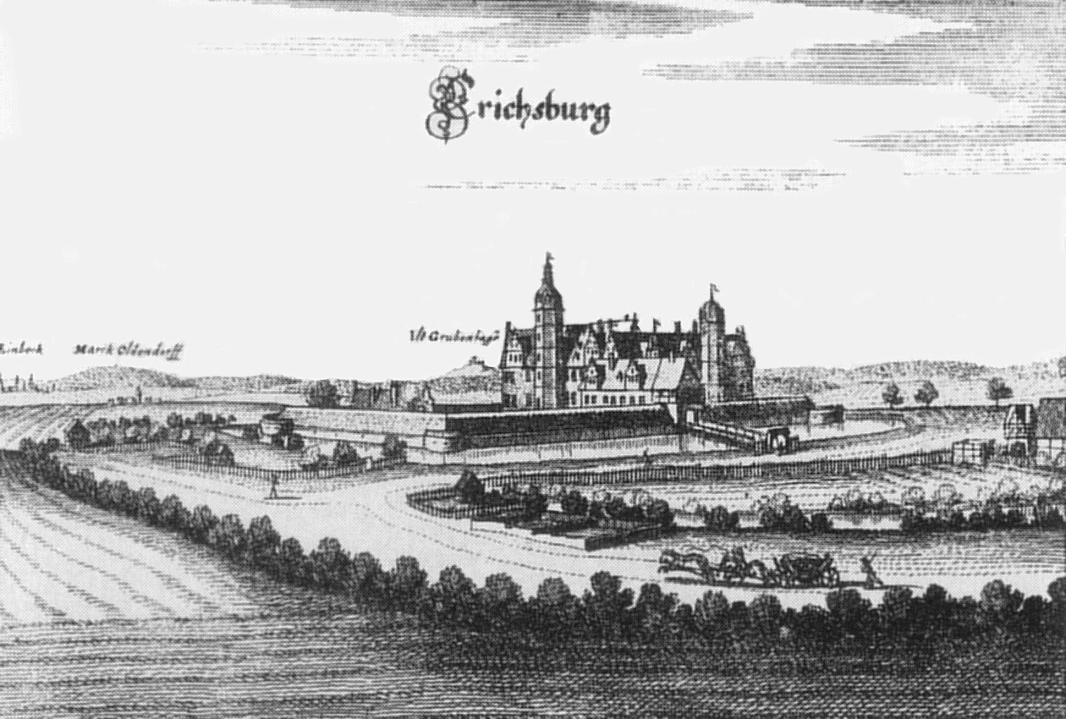
Замок Эрихсбург, построенный Эрихом I и названный в честь его сына, ок. 1650 г.

С ранних лет Эрих проявлял себя смелым воителем на стороне империи и принял участие в кампании против турок в 1497 году. Позже он воевал против Венеции, Швейцарской Конфедерации и Франции. Во время баварско-ландхутской войны в 1504 году он спас жизнь императору в битве при Регенсбурге, после чего был посвящён в рыцари.
В 1497 году он женился на вдове австрийского эрцгерцога Сигизмунда Катарине Саксонской. Брак был бездетным. Овдовев, 7 июля 1525 года Эрих I женился на 15-летней Елизавете Бранденбургской. В этом браке родился долгожданный сын и наследник Эрих. Когда в 1528 году Елизавета, будучи беременной, слегла в постель от болезни, она обвинила в колдовстве любовницу своего мужа Анну Рамшоттель. Она убедила мужа провести судебное разбирательство. При этом несколько женщин были сожжены на костре, но герцог позволил своей любовнице сбежать. Тем не менее, она была сожжена в Хамельне.
Во время епархиальной вражды Хильдесхайма (1519—1523) он вместе с Генрихом V Вольфенбюттельским захватил замок Хуннесрюк в 1521 году. Между 1527 и 1530 годами он построил замок Эрихсбург, который был защищен широким рвом и высокими валами. Он был назван в честь своего наследника, родившегося в 1528 году, позже ставшего герцогом Эрихом II. Он переехал из Хуннесрюка в новый замок и сделал его своей постоянной резиденцией.
После войны, амты Колт и Поппенбург были переданы герцогу Эриху I в соответствии с Кведлинбургским миром. В 1523 году аббатство Святого Андрея в Дернебурге попросило защиту у Эриха I из-за неоднократных грабительских набегов рыцарей герцога Генриха V Вольфенбюттельского.
В 1529 году Эрих разрешил проводить ежегодный Schützenfest («фестиваль стрельбы») в городе Ганновер, который сегодня стал крупнейшим во всём мире. В 1530 году он забрал Эрцен обратно во владение Вельфов.
В 1539 году Эрих I объединил бывшие амты Амстернак, Люторст и Лауэнберг в новую Эрихсбургскую крепость, которая оставалась в таком виде до 1643 года.
30 июля 1540 году, чуть менее чем через 23 года после опубликования Мартином Лютером своих тезисов, герцог Эрих I умер. Его похороны состоялись в 1541 году в Мюндене в церкви Святого Блазиуса после того, как его тело было возвращено из Хагенау через год после его смерти в счёт оплаты его долгов. Для этого каждый житель его герцогства должен был заплатить 16 пфеннигов. Он оставил после себя большие долги, оцениваемые в 900 тысяч талеров, а также два замка: Эрихсбург под Дасселем и восстановленный замок Каленберг.  Его сын Эрих II был ещё ребёнком, поэтому его мать, герцогиня Елизавета, была регентом в течение пяти лет. Двумя годами ранее она публично разрешила принимать причастие на как католических, так и лютеранских церковных службах. Её муж остался католиком, а герцогиня стала лютеранкой.

## Дети
У герцога Эриха был сын и три дочери от второго брака с Елизаветой Бранденбургской:
- Елизавета[нем.] (8 апреля 1526 — 19 августа 1566), принцесса Брауншвейг-Калленбергская, 19 августа 1543 году сочеталась браком с Георгом Эрнстом (1511—1583), графом фон Геннеберг;
- Эрих II (10 августа 1528 — 17 ноября 1584), герцог Брауншвейг-Люнебургский и князь Каленберг-Гёттингенский под именем Эриха II Младшего, сочетался первым браком 17 мая 1545 года с Сидонией Саксонской (8 марта 1518 — 4 января 1575), дочерью Генриха V, герцога Саксонского и Екатерины Мекленбургской, вторым браком 26 ноября 1576 года с Доротеей Лотарингской (24 августа 1545 — 2 июня 1621), дочерью Франциска I, герцога Лотарингского и Кристины Датской;
- Анна Мария (23 апреля 1532 — 20 марта 1568), принцесса Брауншвейг-Калленбергская, в 1550 году сочеталась браком с Альбертом Старшим (17 мая 1490 — 20 марта 1568), герцогом Прусским;
- Екатерина (1534 — 10 мая 1559), принцесса Брауншвейг-Калленбергская, 28 февраля 1557 года сочеталась браком с Вильгельмом (10 марта 1535 — 31 августа 1592), верховным бургграфом Богемии.